# 337 př. n. l.

## Události
- Vzestup Makedonie

## Hlavy států
- Perská říše – Arsés (338 – 336 př. n. l.)
- Egypt – Arsés (338 – 336 př. n. l.)
- Bosporská říše – Pairisades I. (349 – 311 př. n. l.)
- Kappadokie – Ariarathes I. (350 – 331 př. n. l.)
- Bithýnie – Bas (376 – 326 př. n. l.)
- Sparta – Kleomenés II. (370 – 309 př. n. l.) a Ágis III. (338 – 331 př. n. l.)
- Athény – Xaerondas (338 – 337 př. n. l.) » Phrynichus (337 – 336 př. n. l.)
- Makedonie – Filip II. (359 – 336 př. n. l.)
- Epirus – Alexander I. (343 – 330 př. n. l.)
- Římská republika – konzulové C. Sulpicius Longus a P. Aelius Paetus (337 př. n. l.)
- Syrakusy – Timoleon (345 – 337 př. n. l.) » vláda oligarchie (337 – 317 př. n. l.)
- Kartágo – Hanno Veliký (340 – 337 př. n. l.) » Gisco (337 – 330 př. n. l.)
- Numidie – Zelalsen (343 – 274 př. n. l.)